# Phanerotoma nigricephala
Phanerotoma nigricephala är en stekelart som beskrevs av Herbert Zettel 1990. Phanerotoma nigricephala ingår i släktet Phanerotoma och familjen bracksteklar. Inga underarter finns listade i Catalogue of Life.